# Veliki slinar
Veliki slinar (znanstveno ime Limax maximus) je vrsta polžev iz družine slinarjev (Limacidae).

## Opis
Limax maximus je tipska vrsta rodu Limax. Odrasli v dolžino zrastejo med 10 in 20 cm. Običajno so sive ali sivorjave barve s temnimi pegami. Gre za vsejede polže, ki se hranijo z živimi in odmrlimi rastlinami in glivami, lovijo pa tudi druge manjše polže. Živijo od 2,5 do 3 leta.
Veliki slinar najverjetneje izvira iz Evrope in severne Afrike, danes pa je razširjen že praktično po celem svetu.